# Третий дивизион чемпионата мира по хоккею с шайбой среди женщин
Третий дивизион чемпионата мира по хоккею с шайбой среди женщин — ежегодное спортивное соревнование по хоккею с шайбой, проводимое под эгидой ИИХФ. Соревнования в  третьем дивизионе проводились с 2003 по 2008 годах и в 2011 году, при этом в 2005, 2007, 2008 и 2011 годах проводились соревнования в IV дивизионе, а в 2011 году и в V дивизионе. Соревнования в  третьем дивизионе возобновились в 2020 году и с 2022 года они проводятся в двух группах — А и В.

## История
В 2003 году по итогам розыгрыша определялись лучшая команда, которая выходила во второй дивизион. В 2004 году, кроме этого, две худшие команды вылетали в образованный IV дивизион. В 2005 году вновь определялась только команда переходящая во второй дивизион. В 2007 и в 2008 годах определялись команда переходящая во второй дивизион и вылетающая в IV дивизион. В 2011 году, в связи с появлением во II дивизионе двух групп — А и В, лучшая команда переходила сразу в группу В I дивизиона, следующие четыре команды переходили в группу А II дивизиона, команда занявшая последнее место вылетала в группу В II дивизиона. При этом, III дивизион ликвидировался.
В 2020 году был вновь образован III дивизион, а с 2022 года он состоит из групп А и В.

## Победители третьего дивизиона

### 2003–2008
| Год  | Победитель     | Перешли в четвертый дивизион |
| ---- | -------------- | ---------------------------- |
| 2003 | Австралия      | —                            |
| 2004 | Австрия        | Румыния Республика Корея     |
| 2005 | Словения       | —                            |
| 2007 | Австралия      | ЮАР                          |
| 2008 | Великобритания | Республика Корея             |

### 2011
| Год  | Вышли в группу А первого дивизиона | Вышли в группу А второго дивизиона  | Перешли в группу В второго дивизиона |
| ---- | ---------------------------------- | ----------------------------------- | ------------------------------------ |
| 2011 | Нидерланды                         | Австралия Венгрия Словения Хорватия | Бельгия                              |

### С 2020
| Год  | Вышли в группу В второго дивизиона                                    | Перешли в группу В третьего дивизиона                                 | Вышли в группу А третьего дивизиона |
| ---- | --------------------------------------------------------------------- | --------------------------------------------------------------------- | ----------------------------------- |
| 2020 | ЮАР                                                                   | —                                                                     | —                                   |
| 2021 | Не проводился из-за распространения коронавирусной инфекции COVID-19. | Не проводился из-за распространения коронавирусной инфекции COVID-19. |                                     |
| 2022 | Бельгия                                                               | —                                                                     | Эстония                             |
| 2023 | Гонконг                                                               | Эстония                                                               | Сербия                              |
| 2024 | Украина                                                               | Болгария                                                              | Таиланд                             |
| 2025 | Литва                                                                 | ЮАР                                                                   | Болгария                            |